# Bithynia hellenica
Bithynia hellenica is een slakkensoort uit de familie van de Bithyniidae. De wetenschappelijke naam van de soort is voor het eerst geldig gepubliceerd in 1891 door Kobelt.